# Pod Budą
Pod Budą – krakowski zespół wokalno-instrumentalny powstały w 1977 roku. Gra muzykę z gatunku poezji śpiewanej.
Pierwszy skład zespołu Pod Budą tworzyli: Krzysztof Gawlik – skrzypce, Jan Hnatowicz – gitara, Chariklia Motsiou – śpiew, Andrzej Sikorowski – śpiew, gitara, mandolina, Anna Treter – śpiew, Andrzej Żurek – gitara basowa.
Zespół wywodzi się z założonego przez Bohdana Smolenia kabaretu o tej samej nazwie, który działał do połowy lat 70. przy Akademii Rolniczej w Krakowie. Grupa Pod Budą weszła na scenę artystyczną z własnym repertuarem tworzonym przez Jana Hnatowicza (muzyka) i Andrzeja Sikorowskiego (muzyka i teksty).

## Dyskografia
Albumy studyjne
| Grupa Muzyczna „Pod Budą” Kraków | - Data: 1980 - Wydawca: Polskie Nagrania       | –  |                        |
| Postscriptum                     | - Data: 1983 - Wydawca: Wifon                  | –  |                        |
| List do świata                   | - Data: 1987 - Wydawca: Wifon                  | –  |                        |
| Lecz póki co żyjemy              | - Data: 1990 - Wydawca: Veriton                | –  | - POL: złota płyta     |
| Jak kapitalizm to kapitalizm     | - Data: 1993 - Wydawca: Pomaton                | –  | - POL: platynowa płyta |
| 17 zim                           | - Data: 1994 - Wydawca: Pomaton EMI            | –  |                        |
| Kolędy                           | - Data: 1995 - Wydawca: Gamma                  | –  |                        |
| Tokszoł                          | - Data: 1995 - Wydawca: Pomaton EMI            | –  | - POL: platynowa płyta |
| Żal za...                        | - Data: 1998 - Wydawca: Pomaton EMI            | –  | - POL: złota płyta     |
| Razem                            | - Data: 11 czerwca 2001 - Wydawca: Pomaton EMI | 34 |                        |
| „–” album nie był notowany.      |                                                |    |                        |

Albumy koncertowe
| Tytuł                     | Dane dot. albumu                                   | Certyfikat             |
| ------------------------- | -------------------------------------------------- | ---------------------- |
| Blues o starych sąsiadach | - Data: 1992 - Wydawca: Pomaton                    | - POL: platynowa płyta |
| Naftalinowy świat         | - Data: 27 listopada 2005 - Wydawca: Polskie Radio |                        |

Kompilacje
| Złota kolekcja. Kraków, Piwna 7     | - Data: 1999 - Wydawca: Pomaton EMI | 39 | - POL: platynowa płyta |
| Płytoteka Dziennika: Poeci piosenki | - Data: 2007 - Wydawca: Pomaton EMI | –  |                        |
| „–” album nie był notowany.         |                                     |    |                        |